# Пам'ятник Воїнам-визволителям (Харків)
Па́м'ятник Во́їнам-визволи́телям — пам'ятник присвячений радянським воїнам, які воювали за Харків, встановлений у 1981 році на розі проспекту Науки та вулиці 23-го Серпня. Скульпторами є Яків Рик та Ігор Ястребов; архітектори Ерік Черкасов, Анатолій Максименко, Євген Святченко.

## Історія
Пам'ятник був відкритий у 1981 році.
У 2009 році була проведена реставрація пам'ятника. Пам'ятник був вичищений. замінені деякі плити. Кошти (₴60 тис.) на реконструкцію виділила Партія регіонів.
У 2013 році пам'ятник включено до Державного реєстру нерухомих пам'яток України за видом монументальне мистецтво та категорією місцевого значення під охороним номером 1816-Ха.
1 травня 2019 року у пам'ятник під час грози влучила блискавка, внаслідок чого зірвало прапор України, встановлений патріотичними харків'янами, а від древка залишилася лише невелика частина. Вже 3 травня патріотичні харків'яни встановили новий український прапор на верхівці пам'ятника.

## Опис
Фігура солдата з високо піднятим у руці автоматом. На двох пілонах — дати початку та закінчення німецько-радянської війни.

## Цікаві факти
- Місцеві мешканці інколи називають пам'ятник просто «Солдат», «Павлуша» (від назви місцевості «Павлове поле») або «Альоша» (за аналогією з болгарським пам'ятником радянському солдату-визволителю Альоші).